# Władimir Musalimow
Władimir Andriejewicz Musalimow (ros. Владимир Андреевич Мусалимов, ur. 31 grudnia 1944 w Moskwie, zm. 3 listopada 2013 w Ługańsku) – radzieck] bokser, medalista olimpijski z 1968, podpułkownik Armii Radzieckiej.
Urodził się w Moskwie, jednak jego rodzina podlegała represjom stalinowskim i wychował się w domu dziecka w Karagandzie. Tam ukończył szkołę podstawową i technikum oraz rozpoczął treningi bokserskie. W 1960 przeniósł się wraz ze swym trenerem do Kijowa. W 1967 ukończył szkołę wojskową.
Jako bokser walczył w wadze półśredniej (do 67 kg). Zdobył w niej brązowy medal na igrzyskach olimpijskich w 1968 w Meksyku. Po pokonaniu trzech rywali (w tym przyszłego mistrza olimpijskiego z 1972 Dietera Kottyscha z RFN) przegrał w półfinale z Manfredem Wolke z NRD. Zdobył również brązowy medal na mistrzostwach Europy w 1969 w Bukareszcie, gdzie po wygraniu dwóch walk przegrał w półfinale z późniejszym mistrzem Güntherem Meierem z RFN. Zajął 2. miejsce w Mistrzostwach Armii Zaprzyjaźnionych w 1971 w Miszkolcu po porażce w finale z reprezentantem gospodarzy Jánosem Kajdim
Był mistrzem ZSRR w wadze półśredniej w 1967, 1968 i 1969 oraz brązowym medalistą w wadze lekkopółśredniej (do 63,5 kg) w 1966 i w wadze półśredniej w 1970. Zakończył karierę bokserską w 1973.
Był oficerem Armii Radzieckiej. W latach 1973–1978 dowodził batalionem na Sachalinie, później wziął udział w radzieckiej interwencji w Afganistanie, walcząc m.in. pod Kandaharem. Został udekorowany medalem „Za zasługi bojowe”. Następnie stacjonował w Magdeburgu w NRD, a od 1986 w Ługańsku, gdzie w 1990 odszedł do rezerwy w stopniu podpułkownika. W latach 1991–2005 pracował jako trener boksu w Ługańsku i tam zmarł w 2013.